# Loch nan Clàr
Loch nan Clàr är en sjö i Storbritannien.   Den ligger i kommunen Highland och riksdelen Skottland, i den norra delen av landet, 800 km norr om huvudstaden London. Loch nan Clàr ligger 135 meter över havet.  Trakten runt Loch nan Clàr består i huvudsak av gräsmarker.